# Bartłomiej Sienkiewicz
Bartłomiej Henryk Sienkiewicz (Kielce, 1961) è un politico, pubblicista e imprenditore polacco.

## Biografia
Laureatosi alla Facoltà di Filosofia e Storia dell'Università Jagellonica presto si coinvolse cella creazione dell'Urząd Ochrony Państwa (UOP), nuovo servizio segreta dello Stato polacco post-comunista, di cui rimase ufficiale fino al 2000. Il decennio seguente lo vide svolgere le attività economica nel settore consulenze. Il secondo decennio Sienkiewicz si avvolse nella carriera politica che lo condusse alla funzione del Ministro degli interni e dell'amministrazione (2013-14) e al Sejm (dal 2019).
Il 13 dicembre 2023 nominato Ministro della Cultura e del Patrimonio Nazionale.
Pochi giorni dopo il suo insediamento, il 19 dicembre, in seguito all’approvazione di una risoluzione sul ristabilimento dell’imparzialità dei Mass media da parte del Sejm, attua, non senza difficoltà e resistenze, un enorme licenziamento dei vertici di Telewizja Polska (TVP), Polskie Radio (PR) e Polska Agencja Prasowa (PAP), contestualmente ad una ristrutturazione delle aziende. I programmi vengono dunque sospesi, riprendendo gradualmente a partire dalla tarda serata del 20 dicembre.

## Vita privata
È il pronipote del premio Nobel per la letteratura, Henryk Sienkiewicz.